# Вяземська операція
Вяземська операція (нім. Doppelschlacht bei Wjasma) — оборонна операція радянських військ Західного та Резервного фронтів у ході наступу сухопутних сил вермахту на Москву в жовтні 1941 року під час німецько-радянської війни. Унаслідок битви основні сили радянських Західного та Резервного фронтів (5 армій) опинилися в оточенні та були розгромлені. За німецькими даними, до полону у двох оточеннях під Брянськом та Вязьмою потрапило більш ніж 663 тис. червоноармійців. За радянськими даними, у полон потрапило близько 688 тисяч радянських бійців та командирів, а з оточення вдалося вирватися лише близько 85 тисячам осіб.

## Загальні передумови
Командування вермахту, плануючи наступ на московському стратегічному напрямку, передбачало потужними ударами з району Духовщини і Рославля в загальному напрямку на Вязьму прорвати оборону військ Червоної армії, оточити і знищити їх у районі Вязьми, а потім розвинути наступ на Москву. З цією метою східніше Смоленська були зосереджені основні сили групи армій «Центр» (4-та та 9-та польові армії, 3-тя та 4-та танкові групи).

## Сили сторін
Війська у складі шести армій (16-та, 19-та, 20-та, 22-га, 29-та, 30-та армії) Західного фронту (командувач генерал-полковник І. С. Конєв) та двох армій (24-та та 43-тя армії) Резервного фронту (командувач маршал Радянського Союзу С. М. Будьонний) мали завдання не допустити прориву ворожих військ на найважливішому — московському — напрямі й виграти час для формування і зосередження тут нових резервів. Чотири армії Резервного фронту (31-ша, 49-та, 32-га та 33-тя) займали позиції в тилу Західного фронту в смузі шириною 300 км. Маршал Конєв зазначав, що в той час німцям протистояло 479 танків (сучасних — на 1941 рік) — 45; 1524 гармати та 733 міномети. Авіація мала 106 винищувачів застарілих зразків, 63 бомбардувальники ТБ-3 та СБ, 5 бомбардувальників Ту-2, 8 штурмовиків Іл-8. Радянська оборона мала вогнищевий характер, у глибину — 15-20 кілометрів та була зле інженерно підготованою.
Група армій «Центр», за радянськими даними, на початок операції налічувала близько 1 900 танків та до 19 000 гармат і мінометів. З повітря їх прикривали до 1 000 літаків 2-го повітряного флоту.

## Хід операції
О 5:30 2 жовтня 1941 року почалася 45-хвилинна артилерійська підготовка, після якої німецькі війська, посилені танковими підрозділами, зокрема близько 310 танків 56-го корпусу, перейшли в наступ. У перший же день їм вдалося прорвати оборону радянських військ на Духовщинському та Рославльському напрямках північніше Ярцево й просунутися на 15-30 км вглиб та 30-40 км завширшки; група армій «Центр» прорвалася в напрямку Рославля. На передовій перебували дивізії ополченців, котрі займалися зведенням оборонних укріплень; Краснопресненська ополченська дивізія прийняла удар німецької 15-ї піхотної дивізії. Танкову атаку підтримувала авіація 8-го корпусу люфтваффе. На ополченців Ленінського, Москворецького, Ростокінського, Фрунзенського районів Москви наступали танкові дивізії. На 162-гу радянську дивізію рушило до 300 німецьких танків, 35-та та 129-та стрілецькі дивізії за підтримки близько 100 літаків. Дивізія відступає на Добросельє — Соловйово, 501-й полк оточено біля Большого Репіна — Городна. Близько 100 німецьких танків обходять болото Світський мох для подальшого наступу на Батуріно. Конєв наказує висунути з резерву 107-му моторизовано-стрілецьку дивізію — 127 танків — з Білого на Батуріно — Сметище для спільного з 242-ю дивізією удару. 25-30 німецьких пікіруючих бомбардувальників завдають удару по штабу 43-ї радянської армії біля залізничної станції Касня, 4 жовтня — ще один, загалом загинуло понад 70 штабників, керування було дезорганізоване.
50-та, 89-та та 90-та дивізії 19-ї радянської армії були витіснені в ході цілоденного бою в поля. Правофлангова 244-та стрілецька дивізія не витримала й відійшла на основний рубіж, її 913-й стрілецький полк виявився відрізаним. Допомогти оточеним кинувся 907-й полк полковника М. Я. Усанова, в ході кількаразових атак оточенці були розблоковані і змогли відійти, сам Усанов загинув у бою. 30-та армія генерал-майора В. О. Хоменка на правому фланзі відбиває всі атаки німців, водночас її лівий фланг відходить. Для відновлення становища 30-ї армії з резерву терміново перекидається 107-ма мотострілецька дивізія, але цей крок виявився запізнілим.

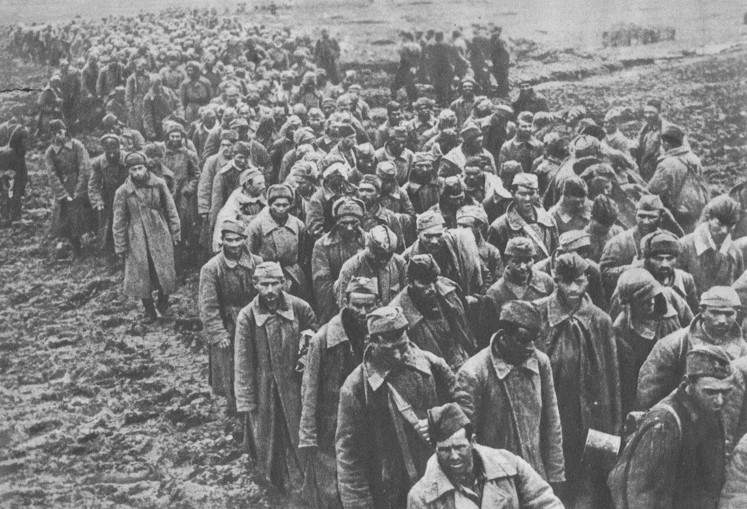
Радянські полонені. 1941 р.

З ранку 3 жовтня 1941 року командування радянських фронтів вжило заходів з ліквідації проривів: у напрямку станції Вадіно висувається оперативна група Болдіна; були завдані контрудари силами фронтових та армійських резервів — оперативна група І. В. Болдіна — 152-га стрілецька, 111-та мотострілецька дивізії, 126-та та 128-ма танкові бригади, які, проте, не змогли вирішити поставлених завдань: знаходилися на досить великій відстані між собою, по часу їх наступ не був узгодженим. Для ліквідації прориву було введено радянську 45-ту кавдивізію корпусу Л. Д. Доватора. Німецька 3-тя танкова група в смузі Західного фронту подолала радянський опір на річці Кокош, захопила Боголюбово та Коритню. Ближче до вечора німецька 7-ма танкова дивізія досягає переправ через річку Вопь, на плацдарм переходить німецький 37-й протитанковий батальйон; до кінця дня 60 німецьких танків зайняли станцію Бетліца — вже в Калузькій області. Радянське підкріплення на річці Шуіца до кінця дня було розбомблене. 113-та стрілецька дивізія змогла дати німцям відсіч на рубежі Ямне — Ясная Поляна. 2-га танкова дивізія німців їх обходить та займає Суборово, радянська нічна контратака на Суборово нічого не дала. До наступлення темноти німці встигли вийти до Дніпра і по двох вцілілих переправах захопили на лівому березі плацдарми. 18-та радянська стрілецька дивізія, щойно вийшовши з вагонів у Сичовці та Новодугіно, форсованим маршем поспішає зайняти оборону по Дніпру. Мотоциклетний розвідувальний відділ німецької 10-ї танкової дивізії знайшов 10-кілометрову слабину, куди рушила дивізія із завданням не вступати в бої та оточити радянські сили, возз'єднавшись із 7-ю танковою дивізією. 173-тя дивізія полковника Богданова відходить за річку Болву.
Загалом за цей день німці просунулися вглиб до 50 км, у смузі Резервного фронту 4-та танкова група — до 80 км. 250-та радянська дивізія з боями відходить з лінії Остролуки — Сутоки. Однак 246-та стрілецька дивізія 29-ї армії зуміла відновити своє становище на східному березі річки Західна Двіна.
4 жовтня 1941 року німецька 3-тя танкова група досягла Холма, у верхів'ях Дніпра прорвалася по вцілілих мостах та рушила на Вязьму, на півночі просунулася до Білого. Радянський контрнаступ у районі Холм-Жирковський успіху не мав — рушила піхота та до 100 танків, проти них німці кинули 60 PzKf-35 та бронетранспортери, в тому бою було підбито до 80 радянських танків. 4-та танкова група зайняла Спас-Деменськ та Кіров, вийшла на рубіж Єльні. 244-та стрілецька дивізія повністю вибита зі своїх позицій по річці Вотря та відійшла за Вопь. Німецька 28-ма дивізія здійснила кидок і зайшла 244-ій радянській дивізії в тил, зав'язався бій біля сіл Бердяєво — Хрящевка. Командувач 24-ю армії генерал К. І. Ракутін зі штабом у Волочку був відірваний від частин, котрі після боїв під Єльнею відступали на Дорогобуж. По полудні німецька ударна група займає Буди, Любунь (Калузька область) та Сутоки. До кінця дня в глибокому охопленні опинилися 16-та, 19-та та 20-та армії Західного фронту та 24-та, 32-га й 43-тя армії Резервного фронту. Передові частини 24-го танкового корпусу оволоділи Мойном по дорозі на Тулу. Під вечір Ставка ВГК направляє по залізниці в Мценськ 4-ту танкову бригаду полковника М. Ю. Катукова. О 23-ій годині радянські оточені сили починають спроби вийти з оточення біля Спас-Деменська. 24-та стрілецька дивізія 30-ї радянської армії виходить на дорогу Білий — Вязьма, котра вже була блокована німцями; штаб намагається отримати директиви, німці використали радіообман, і дивізія протягом доби стояла без руху. На ранок 6 жовтня вихід дивізії з матеріальною частиною став неможливим через підтягнення німецьких сил, частини дивізії намагаються вирватися без важкого озброєння. 15-та та 268-ма німецькі дивізії вийшли в тил радянської 24-ї армії на річку Осьма. 173-тя стрілецька дивізія була розбита східніше Кірова, відступає в ліси.
5 жовтня 1941 року німецька 3-тя танкова група в наступі на Москву призупинилася через брак палива, в другій половині дня поновила його по Варшавському шосе в напрямку Юхнова, дочекавшись 258-му піхотну дивізію, вони стали рухатися з метою оточити радянські армії. Німецька 4-та танкова група обходить великий болотистий район у ході наступу на Вязьму, зайняла Мосальськ та Юхнов, захоплено міст через Угру. У районі Юхнова висаджується авіадесант; десантники билися тут до 24 жовтня. 128-ма танкова бригада та 101-ша мотострілецька дивізія, зазнавши великих втрат, відходять у ліс, 128-ма оточена німецькою піхотою, вранці 6 жовтня проривається на Воронцово. У 89-й стрілецькій дивізії 19-ї армії на вечір після боїв лишалося 400 людей, 244-ій — 250 бійців, 127-ма танкова бригада втратила 22 танки; 134-та стрілецька дивізія продовжувала оборонятися на річці Вопец. 20-та та 24-та армії починають відступ по дорозі на Дорогобуж. Ще вночі німецька 5-та танкова дивізія розділила радянські 17-ту та 60-ту стрілецькі дивізії, 17-та дивізія билася в повному оточенні на болотистих берегах річки Мала Ворона: три спроби були невдалими, втратили 7 танків, рештки відступали болотами Малої Ворони. 60-та дивізія генерала Котельникова відступає вночі в напрямку Вязьми.
6 жовтня 1941 року 3-тя танкова група Райнхардта остаточно прорвала другу лінію оборони Західного фронту на всю її ширину та вийшла 7-ою танковою дивізією на автостраду північніше Вязьми. Німецька 9-та армія зламала радянський опір у районі Білого. 4-та танкова група повертає головними силами на північ. 22-га та 29-та армії Західного фронту відходять на Ржев та Старицю, 43-тя та 49-та армії Резервного фронту — на Калугу та Мединь. Можайська лінія оборони приведена в бойову готовність. Того ж дня 19-та радянська армія починає відхід; німці з ходу проривають оборону 32-ї армії та 18-ї і 220-ї дивізій народного ополчення, частини армії відходять на Сичовку і Гжатськ, зв'язок з ними втрачено. Вночі відступаюча 60-та дивізія здійснила напад на розквартировані німецькі сили для здобуття палива, необхідного тягачам та тракторам, зранку спроба прориву була невдалою, в бою загинув генерал Котельников, дивізія прорвалася окремими частинами — вийшло близько 5000 чоловік. 2000 бійців, котрі лишилися в 113-й дивізії під командуванням генерал-майора Преснякова, зібралися в урочищі Мох; при спробі прориву зав'язався цілоденний бій, до вечора на ногах лишалося 300—350 бійців, генерал Пресняков та комісар Антропов О. М. були тяжко поранені, полонені, де невдовзі й загинули. 248-ма дивізія після боїв втратила боєздатність, вцілілі 600 бійців відходять на Бараново, в 140-й дивізії лишалося 900 людей.
6 жовтня 1941 року між Угрою та Можайським оборонним рубежем спротив німцям чинили курсанти подільських училищ, які виходили з оточення до 24 жовтня.
У другій половині 6 жовтня почався загальний безладний відступ радянських військ під Вязьмою. Відсутність комунікації призвела до того, що направлені на підкріплення два полки 29-ї стрілецької дивізії підійшли до Вязьми, коли там уже були німецькі війська. Бійці сім разів атакували Вязьму, водночас намагаючись вийти з оточення, основні бої точилися біля Относово. У ході бою 139-ї стрілецької дивізії під Волочком з німецькою 78-ю дивізією загинув генерал Б. Д. Бобров, увечері військова група з Ракутіним відходить на Семльово. У ніч на 7 жовтня вийшли з оточення в районі Єрмолино — Русиново залишки 60-ї стрілецької дивізії. Вдень 7 жовтня з оточення вирвався в Тарутино медико-санітарний батальйон, Тарутино стає збірним пунктом 60-ї дивізії, по обіді керування збірним формуванням перебирає полковник Калінін.
По бездоріжжю, лісовими просіками пробивалася з оточення батарея «катюш» капітана Флерова, між селами Гряда й Богатир ракетники прийняли останній бій, по тому підірвали батарею, капітан Флеров І. А. загинув у бою.

Німецькі війська вступають у Вязьму. 7 жовтня 1941 р.

## Оточення
7 жовтня 1941 року моторизовані та танкові дивізії 3-ї та 4-ї німецьких танкових груп з'єдналися в районі західніше Вязьми й відрізали шляхи відходу 16-ій,19-ій, 20-ій Західного і 24-ій та 32-ій арміям Резервного фронтів. Командувач 19-ї армії генерал-лейтенант Лукін М. Ф., перебуваючи в оточенні в районі Вязьми, був важко поранений у ногу та потрапив у полон. Почалося перекидання військ з резерву Ставки та сусідніх фронтів на Можайську оборонну лінію.

Біженці. 1941 р.

7 жовтня штаб Резервного фронту пробує встановити зв'язок зі своїми частинами, розіславши уповноважених на літаках — майже всі вони загинули; при цьому сили генерала Ракутіна чомусь шукали на північний схід від Вязьми. Рештки 19-ї, 103-ї, 106-ї та 309-ї дивізій 20-ї армії починають некерований відступ з-під Єльні.
19-та стрілецька дивізія 24-ї армії зав'язала бій з німцями за Семлево, зайняла село та утримувала до вечора 8 жовтня; там збирається група генерала Кондратьєва, котрий заміщав Ракутіна й очолив рештки 24-ї армії.
8 жовтня 1941 року моторизовані корпуси 3-ї та 4-ї танкових груп вийшли в тил Вяземського угруповання радянських військ та цілком відрізали шляхи до відступу з'єднанням чотирьох радянських армій. Решта армій Резервного та Західного фронтів відступає до верхів'їв Волги, в район північно-західніше Калініна, та на Можайську лінію оборони.
9 жовтня 1941 року Ставка ВГК створила Фронт Можайської лінії оборони, формується 5-та армія на чолі з Д. Д. Лелюшенком, на Орловському напрямку розгортається 26-та армія О. В. Куркіна. Того дня оточенці намагаються прорватися на ділянці 56-го німецького моторизованого корпусу; 10 жовтня спроба вирватися була повторена, проте без жодного успіху.
10 жовтня 1941 року війська Західного і Резервного фронтів, що не потрапили в оточення, були об'єднані в один Західний фронт під командуванням генерала армії Жукова Г. К. 13 жовтня після п'яти днів боїв в оточенні радянські війська залишили місто Калугу. Почалася Калінінська оборонна операція та Можайсько-Малоярославецька операція. Німецькі 3-тя танкова група та 9-та армія поновили наступ на Калінінському напрямку й вийшли на Можайську лінію оборони.
Того ж дня залишки 242-ї стрілецької дивізії — дві групи  (разом до 800 бійців) — зуміли вирватися з оточення в районі дислокації 29-ї армії, ще 700 людей пробилося східніше Можайська.
12 жовтня 1941 року частині оточених у Вяземському котлі радянських військ вдається вирватися з оточення — першою в прорив ішла 2-га дивізія народного ополчення генерала В. Р. Вашкевича, 91-ша сибірська стрілецька дивізія та 800 моряків. З настанням темряви «катюші» зробили залп останніми набоями і на фронті 6-7 кілометрів радянські частини пішли у прорив біля села Богородицького по болотистій місцевості. Кільце швидко знову зімкнулося, при прориві загинуло 19000 червоноармійців. З оточення вийшли 107-ма мотострілецька дивізія полковника П. Г. Чанчибадзе, 2-га Московська дивізія ополчення В. Р.  Вашкевича та особовий склад 45-ї кавдивізії полковника А. Т. Стученка. Командування та штаб армії в оточенні складає з себе повноваження; так же вчиняють командири дивізій. Командири багатьох частин та підрозділів вишиковували підлеглих на лісових галявинах, прощалися з ними та розпускали.
13 жовтня 1941 року німці захопили Калугу та просунулися на Тарусу. Оточені з групи Болдіна розділяються на окремі групи для мобільного прориву, попередньо знищивши гармати, автомобілі. Червоноармійці також мали повбивати коней, але в бійців не піднялася рука, і коней розпустили лісом.
14 жовтня 1941 року близько 1000 бійців зі штабом армії прориваються в смузі 20-ї армії південно-західніше Вязьми, поранений генерал-лейтенант М. Ф. Лукін потрапив у полон.

## Підсумки
13 жовтня 1941 року закінчилася Вяземська операція, внаслідок якої війська вермахту прорвали фронт оборони Червоної армії на всю оперативну глибину і, знищивши частину військ Західного та Резервного фронтів, підійшли до Можайської лінії оборони Москви, створивши умови для подальшого наступу на Москву.
Загалом під Вязьмою потрапили в оточення або були розгромлені 5 радянських армій — 67 дивізій, 7 танкових бригад, 31 артилерійський полк резерву Головнокомандування та польові управління трьох армій. Втрачено 5 412 гармат та мінометів, 1 242 танки. Здалися в полон 663 000 та вирвалися з оточення близько 85 000 радянських військових. В оточення потрапили також 10 з 12 дивізій народного ополчення з добровольців Москви.
На початок другої декади жовтня 1941 року німецьке командування з 28 дивізій залишає для ліквідації оточених радянських дивізій 14, а решта перекидаються на Москву.